# قانون اساسی لوکزامبورگ
قانون اساسی لوکزامبورگ (انگلیسی: Constitution of Luxembourg) عالی‌ترین قانون کشور لوکزامبورگ است. قانون اساسی فعلی در ۱۷ اکتبر ۱۸۶۸ به اجرا درآمد. این قانون اساسی در حقیقت نسخه اصلاح شده قانون اساسی ۱۲ اکتبر ۱۸۴۱ است که دو بار دیگر در سال‌های ۱۸۴۸ و ۱۸۵۶ نیز اصلاح شده بود.